# علم الشرطة
علم الشرطة هو العلم المتعلق بالأبحاث والدراسات الخاصة بعمل الشرطة. يشير هذا المصطلح بشكل أوسع إلى الدراسات والأبحاث في علم الإجرام وعلوم الطب الشرعي والطب النفسي وعلم النفس والقانون والشرطة المجتمعية والعدالة الجنائية والإدارة الإصلاحية وعلم العقوبات، لذا فهي تشمل العلوم الفيزيائية والاجتماعية.

## بحسب البلد

### في فرنسا
في فرنسا، توجد ثلاث هيئات عامة مسؤولة عن عمليات الطب الشرعي:
- المديرية الفرعية للشرطة الِتقنية والعلمّية (SDPTS).
- معهد الطب الشرعي الوطني (INPS).
- معهد البحوث الجنائية التابعة للدرك الوطني (IRCGN).

هذه الهياكل الثلاثة معتمدة من وزارة الداخلية.

### في الولايات المتحدة
الشرطة العلمية الأمريكية تتبع بشكل عام الدولة الفيدرالية التي تمولها وليس الدولة الاتحادية. يزداد طلب هذا الفرع (الشرطة العلمّية) في القضايا الجنائية، ومختبراتها التحليلية تخضع لعدد متزايد من الطلبات، وذلك لأن بعض الولايات تقوم بتوسيع معايير تخزين بصمات الحمض النووي للمحاكم. ونتيجة لذلك في عام 2012م قام أحد العاملين في مختبر للشرطة العلمية بولاية ماساتشوستس بأخذ المخدرات التي ترسل إليه، وذلك من أجل اختبارها لمدة عشر سنوات. وقد تعرضت الكثير من القرارات القضائية للخطر استنادا إلى تحليلاته.

## وصلات خارجية
- Université de Lausanne: École des sciences criminelles, Institut de Police Scientifique (IPS)
- La Police scientifique
- La Police scientifique en France
- L'expertise en police scientifique sous la direction du Pr Ivan Ricordel
- Criminalité, ministère de l'Intérieur de l'Outre-mer et des Collectivités Territoriales
- Institut National de Police Scientifique
- Présentation des techniques de prélèvements entomologiques